# Richard Todd (giocatore di football americano)
Richard Todd (Birmingham, 19 novembre 1953) è un ex giocatore di football americano statunitense che ha giocato nel ruolo di quarterback nella National Football League (NFL). Fu scelto come sesto assoluto nel Draft NFL 1976 dai New York Jets. Al college giocò a football all'Università dell'Alabama.

## Carriera professionistica
Todd fu scelto come sesto assoluto del Draft 1976 dai New York Jets con l'intento di renderlo il sostituto del leggendario Joe Namath. Dopo la sua prima stagione, Namath fu svincolato e Todd nominato titolare.
Nelle sue prime cinque stagioni, Todd lanciò nove intercetti in più dei touchdown, venendo fischiato dai tifosi e criticato dalla stampa. In una gara del 1980 contro i San Francisco 49ers, in cui i Jets si trovarono presto in svantaggio, Todd, lanciò l'allora record NFL di 42 passaggi completati (questo primato resistette fino a che Drew Bledsoe ne passò 45 durante la stagione 1994.) I Niners tuttavia vinsero quella gara 37-27. Todd lanciò 30 intercetti nel 1980 e i Jets terminarono con un record di 4-12. Nel finale della stagione 1980, i Jets di Todd ospitarono i New Orleans Saints ancora senza vittorie; Todd completò solo 10 passaggi su 27 e subì 2 intercetti, coi Saints che vinsero l'unica gara della loro stagione. Sempre in quell'anno, Todd stabilì un record NFL negativo lanciando un intercetto in 15 gare su 16.
Nel 1981, Todd guidò i Jets allenati da Walt Michaels alla loro prima stagione con un bilancio vincente (10-5-1) dal 1969, grazie in parte alla difesa soprannominata "New York Sack Exchange." Nel primo turno di playoff contro i Buffalo Bills guidò una rimonta dopo che la squadra era assata in svantaggio per 24-0, senza tuttavia riuscire a completarla. L'anno successivo guidò di nuovo i Jets ai playoff. New York batté in campioni della AFC in carica, i Cincinnati Bengals, 44-17, poi i Los Angeles Raiders, 17-14, prima di affrontare in trasferta i Miami Dolphins nella finale della AFC. In una gara giocata in mezzo al fango, Todd subì 5 intercetti e i Jets persero 14-0. Nel suo ultimo anno a New York l'allenatore divenne Joe Walton. La squadra terminò con un record di 7-9 e Todd fu scambiato coi Saints a fine stagione.
Todd giocò due stagioni con New Orleans, sostituendo l'anziano quarterback Kenny Stabler. Il suo primo anno con la nuova squadra fu uno dei peggior della carriera, lanciando 11 touchdown e 19 intercetti. La stagione successiva perse minuti in campo a favore di Bobby Hebert. L'ultima stagione della carriera la passò di nuovo nel roster dei Jets nel 1986, senza tuttavia mai scendere in campo.

## Statistiche
| Yard passate      | 20.610 |
| Touchdown         | 124    |
| Intercetti subiti | 161    |
| Passer rating     | 67,6   |